# Ilex buergeri
Ilex buergeri là một loài thực vật có hoa trong họ Aquifoliaceae. Loài này được Miq. mô tả khoa học đầu tiên năm 1866.